# Ibranum
Ibranum – władca gutejski, następca Iraruma, który według Sumeryjskiej listy królów miał rządzić Sumerem przez 1 rok.